# Gustav Tornier
Gustav Tornier, né le 9 mai 1859 à Dombrowken et mort le 25 avril 1938 à Berlin, est un zoologiste et paléontologue allemand.

## Choix de publications
- 1900 : « Neue Liste der Crocodilen, Schildkröten und Eidechsen Deutsch-Ost-Afrikas » Zoologische Jahrbuecher Systematik, vol. 13, p. 579-681 (texte intégral).
- 1901 : « Die Reptilien und Amphibien der Deutschen Tiefseeexpedition 1898/99 » Zoologischer Anzeiger, vol. 24, p. 61-66 (texte intégral).
- 1902 : « Herpetologisch Neues aus Ostafrika » Zoologischer Anzeiger, vol. 25, p. 700-704 (texte intégral).
- 1902 : « Die Crocodile, Schildkröten und Eidechsen in Kamerun » Zoologische Jahrbücher, vol. 15, p. 663-677 (texte intégral).
- 1903 : « Drei neue Reptilien aus Ost-Africa » Zoologische Jahrbuecher Systematik, vol. 19, p. 173-178 (texte intégral).
- 1905 : « Schildkröten und Eidechsen aus Nord-Ost Afrika und Arabien. Aus Carlo v. Erlanger’s und Oscar Neumann’s Forschungsreise » Zoologische Jahrbuecher Systematik, vol. 22, p. 365-388 (texte intégral).